# Консонанс
Консона́нс (від лат. consonantia — гармонія, співзвуччя) — звучання, яке сприймається як благозвучне, узгоджене поєднання звуків одночасно. В сучасній теорії музики до консонансів належать такі інтервали:
прима, мала та велика терції, кварта, квінта, мала та велика сексти та октава. 
З погляду акустики, консонансом є співзвуччя, співвідношення частот звукових коливань тонів якого є відношенням невеликих чисел, наприклад {\displaystyle \ 2:3} — квінта, або {\displaystyle \ 4:5} — велика терція (у натуральному строї, не в рівномірно-темперованому). Музичні звуки крім основного тону мають зазвичай гармонічні обертони. У консонансів деякі обертони звучать в унісон. Консонантність може бути кількісно визначена як доля спектральних компонентів, що збігаються, до загальної кількості спектральних компонентів, що діють на рецептор, тобто {\displaystyle K=(m+n)/2mn}. 
Коефіцієнт збігів має, зокрема, наступні значення для деяких інтервалів (як зниження консонантності):
| прима — 1,000  | в. секста — 0,267  |
| октава — 0,750 | в. терція — 0,224  |
| квінта — 0,416 | в. секунда — 0,118 |
| кварта — 0,292 | в. септима — 0,096 |

Протилежністю консонансу є дисонанс.